# Muerte de Eric Garner
La Muerte de Eric Garner se produjo el 17 de julio de 2014, en Staten Island, Ciudad de Nueva York. Eric Garner, un ciudadano afroestadounidense de 43 años, fue abatido en el distrito neoyorquino de Staten Island por Daniel Pantaleo, un agente del Departamento de Policía de Nueva York (NYPD), después de que éste le sometiera a una llave de estrangulamiento prohibida por las leyes de su país mientras le detenía.Las imágenes de vídeo del incidente generaron una amplia repercusión a nivel nacional en Estados Unidos y generaron dudas sobre el uso de la fuerza por parte de las fuerzas del orden de dicho país.
Agentes de la policía de Nueva York abordaron a Garner el 17 de julio bajo la sospecha de que vendía cigarrillos sueltos de cajetillas sin sellos de identificación fiscal. Después de que Garner dijera a la policía que estaba harto de que lo acosaran y que no estaba vendiendo cigarrillos, los agentes intentaron detener a Garner. Cuando Pantaleo le puso las manos encima, Garner apartó los brazos. Pantaleo puso entonces su brazo alrededor del cuello de Garner y forcejeó con él para tirarlo al suelo. Con varios agentes inmovilizándole, Garner repitió las palabras "No puedo respirar" 11 veces mientras yacía boca abajo en la acera. Cuando Garner perdió el conocimiento, permaneció tendido en la acera durante siete minutos mientras los agentes esperaban la llegada de una ambulancia. Garner fue declarado muerto en un hospital de la zona aproximadamente una hora después.
El médico forense dictaminó que la muerte de Eric Garner había sido un homicidio. En concreto, la autopsia indicó que la muerte de Garner se produjo por "[compresión] del cuello, compresión del tórax y colocación en decúbito prono durante la contención física por parte de la policía". El asma, las cardiopatías y la obesidad se citaron como factores que contribuyeron a la muerte.
El 4 de diciembre de 2014, un gran jurado del condado de Richmond decidió no procesar a Pantaleo. Esta decisión provocó protestas y concentraciones públicas, con acusaciones de brutalidad policial por parte de los manifestantes. Para el 28 de diciembre de 2014, se habían hecho al menos 50 manifestaciones en todo el país en respuesta al caso Garner, mientras que otras cientos de manifestaciones contra la brutalidad policial en general contaron con Garner como punto central. El 13 de julio de 2015 se llegó a un acuerdo extrajudicial, según el cual la ciudad de Nueva York pagaría a la familia Garner 5,9 millones de dólares. En 2019, el Departamento de Justicia de Estados Unidos declinó presentar cargos penales contra Pantaleo en virtud de las leyes federales de derechos civiles. El 2 de agosto de 2019, en una audiencia disciplinaria del Departamento de Policía de Nueva York en relación con el trato de Pantaleo a Garner, un juez administrativo, la subcomisaria de juicios del Departamento de Policía de Nueva York Rosemarie Maldonado recomendó el despido de Pantaleo. Pantaleo fue despedido el 19 de agosto de 2019, más de cinco años después de la muerte de Garner.

## Trasfondo

### Impuestos a los cigarrillos
Los impuestos a los cigarrillos en Nueva York en 2014 eran de $5,95, por lo que una cajetilla podía costar $14 o más. Un contrabandista podía llevar a Nueva York una camioneta con cajetillas que costaban menos de $5 en Virginia y ganarse más de $10 000 por viaje. El gobierno de Nueva York persigue a quienes participan y sospechan que están involucrados en el contrabando de cigarrillos en dicho estado.

### Eric Garner
Eric Garner (15 de septiembre de 1970–17 de julio de 2014) era un afroestadounidense de 43 años de edad que medía 6′ 3″ (1,91 m) de altura y pesaba 350 libras (158 kilos). Fue un horticultor en el Departamento de Parques y Recreación de la Ciudad de Nueva York, pero no tenía buena salud. Garner, que estaba casado con Esaw Garner, fue descrito por sus amigos como un vecino pacificador, y una persona simpática y generosa. Tenía seis hijos y tres nietos; incluyendo un hijo infante de 3 meses.
Garner, quien al momento de su muerte estaba libre bajo fianza, fue arrestado por el Departamento de Policía de Nueva York más de treinta veces desde 1980 con cargos como asalto, resistencia al arresto y hurtos. Algunos de los arrestos fueron por presuntamente vender cigarrillos sin licencia. En 2007, se archivó una queja escrita suya acusando al departamento de policía por la gestión de un careo indebido en mitad de la calle, digging his fingers in my rectum in the middle of the street (clavándome los dedos en el recto en medio de la calle) mientras los transeúntes pasaban. Le contó a los abogados que el departamento de policía habían intentado llevar a su contra todos los casos.
Al momento del incidente, tenía tres acusaciones judiciales pendientes de resolver y estaba libre bajo fianza. Los delitos de que se le acusaba incluían: en agosto de 2013, conducir sin licencia, presentarse con falsa identidad ante la policía, posesión de marihuana, posesión de cigarrillos contrabandeados; en marzo de 2014, venta de cigarrillos contrabandeados, y evasión de impuestos al tabaco; en mayo de 2014 se le arrestó de nuevo por cigarrillos contrabandeados.

### Daniel Pantaleo
Daniel Pantaleo es un oficial del departamento de policía de Nueva York que en el momento de la muerte de Garner tenía 29 años de edad y vivía en Eltingville, Staten Island. Su padre fue bombero del Departamento de Bomberos de la Ciudad de Nueva York, y su tío un oficial del departamento de policía. Se graduó en la Monsignor Farrell High School y recibió su licenciatura en el College of Staten Island. Se unió al departamento de policía en 2006. Pantaleo fue uno de los dos sujetos que en 2013 acusaron a Garner con un falso arresto y luego abusaron de él. En el otro caso, él y otros oficiales ordenaron a dos hombres negros que se desnudaran en mitad de la calle para buscar cargos contra ellos, pero el caso fue desestimado.
En 2019, el Departamento de Justicia de los Estados Unidos se negó a presentar cargos penales contra Pantaleo en virtud de las leyes federales de derechos civiles. En el verano de 2019 se celebró una audiencia disciplinaria del Departamento de Policía de Nueva York sobre el tratamiento de Garner por parte de Pantaleo; el 2 de agosto de 2019, un juez administrativo recomendó que se terminara el empleo de Pantaleo. Pantaleo fue despedido el 19 de agosto de 2019, más de cinco años después de la muerte de Garner.

### Ramsey Orta
Ramsey Orta, miembro de Copwatch en la ciudad de Nueva York, fue quien filmó el incidente. Luego de una campaña de presunto hostigamiento policial luego de que el video se volviera viral, fue arrestado por cargos de armas. En 2016 fue sentenciado a cuatro años de prisión por cargos de armas y drogas después de aceptar un acuerdo de culpabilidad por el cual el fiscal acordó retirar los cargos contra su madre. Está cumpliendo su sentencia en la correccional de Groveland.

## Muerte
El 17 de julio de 2014, aproximadamente a las 3:30 p. m., Garner estaba próximo al oficial Justin Damico, enfrente de una tienda en 202 Bay Street en Tompkinsville, Staten Island. Ramsey Orta, amigo de Garner, grabó el incidente con el teléfono móvil. Garner había intervenido en una pelea que llamó la atención de los policías, además de vender loosies, unos cigarrillos sin impuestos, por lo que violaba las leyes del estado de Nueva York. En el vídeo Garner dice lo siguiente: 

Get away [garbled] for what? Every time you see me, you want to mess with me. I'm tired of it. It stops today. Why would you...? Everyone standing here will tell you I didn't do nothing. I did not sell nothing. Because every time you see me, you want to harass me. You want to stop me [garbled] selling cigarettes. I'm minding my business, officer, I'm minding my business. Please just leave me alone. I told you the last time, please just leave me alone.
Eric Garner

Cuando Pantaleo se acercó a Garner, este le separó las manos y le dijo que no le tocara. Acto seguido Pantaleo le estranguló, hecho que está prohibido por las normas del departamento de policía. Le empujó hacia atrás en un intento de tumbarlo al suelo; en el proceso, Pantaleo y Garner chocaron contra un cristal, pero no se rompió. En el momento en el cual Garner estaba en el suelo, otros paisanos le rodearon, inmovilizando sus rodillas y sus antebrazos, a lo que no dijo nada durante unos segundos. En ese momento, tres paisanos con otros dos policías lo tenían completamente rodeado. Tras 15 segundos, Pantaleo retiró su brazo de su cuello y aplastó su cabeza contra la acera. Se escuchó a Garner diciendo once veces I can't breathe (No puedo respirar) mientras estaba bocabajo en la acera. El arresto fue supervisado por una sargento afroamericana, Kizzy Adoni, que no intervino. En el reporte original de la policía, Adoni citó que The perpetrator's condition did not seem serious and he did not appear to get worse.
Garner estuvo tumbado sin realizar ningún movimiento, esposado y sin mostrar ninguna respuesta durante varios minutos antes de que llegara la ambulancia. Después de que Garner perdiera la consciencia, los oficiales lo colocaron en una mejor posición para que pudiera respirar. Estuvo tumbado en la acera durante unos siete minutos mientras los oficiales esperaban a que llegara la ambulancia. Algún que otro policía comentó que aspirara, inspirara, pero no hicieron nada para reanimarle. La policía defendió su decisión de que no llevar nada a cabo para ayudarle porque seguía respirando. Cuando llegó la ambulancia, ninguno de los dos médicos ni de los dos técnicos de emergencia médica le administraron ayuda médica. De acuerdo a la policía, Garner sufrió un ataque al corazón mientras era transportado al Richmond University Medical Center. Fue confirmada su muerte una hora después de llegar al hospital.

### Funeral
El funeral se realizó el 23 de julio de 2014, en la Iglesia Bautista Betel de Brooklyn. En el funeral, Al Sharpton dio un discurso para que se tomaran medidas contra los oficiales responsables del incidente.

## En la cultura popular
En 2018, se lanzó una película de drama criminal bajo el título de Monsters and Men, cuya trama principal representa la muerte de un hombre negro que vende cigarrillos a manos de la policía que fue filmado por un espectador y llamó la atención al momento de su lanzamiento. Inspirados en una historia real y dada la sorprendente similitud con el incidente, varias críticas cinematográficas consideraron que la película se basaba en la muerte de Eric Garner.